# Terell Parks
Terell Allen Parks (Beloit, 25 febbraio 1991) è un cestista statunitense, professionista in Europa.

## Palmarès
- Campionato cipriota: 1

Keravnos: 2016-17